# Гамберале
Гамбера̀ле (на италиански: Gamberale) е село и община в Южна Италия, провинция Киети, регион Абруцо. Разположен е на 1343 m надморска височина. Населението на общината е 331 души (към 2010 г.).